# Aratro portato

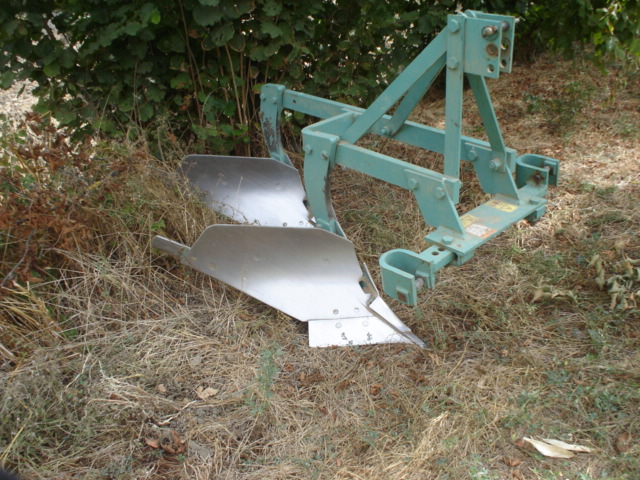
Aratro portato

Per aratro portato s'intende un particolare tipo di aratro con accoppiamento alla macchina trattrice nel quale l'aratro scarica totalmente il suo peso attraverso gli organi di movimento del trattore (pneumatici).

## Accoppiamento vero e proprio
L'accoppiamento dell'aratro alla macchina trattrice avviene mediante il cosiddetto attacco a tre punti (costituito dai bracci del sollevatore e dal terzo punto). Gli occhielli dell'aratro vanno a coincidere con gli occhielli dei bracci del sollevatore presso i quali andranno installati dei perni per sicurezza (onde evitare fuoriuscite improvvise e conseguente perdita dell'attrezzo) mentre il terzo punto andrà collegato sulla parte superiore della bure per garantire maggior stabilità in fase di lavoro.
Questa tipologia di macchina operatrice non richiede forze provenienti dalla presa di potenza del trattore.